# Артаксеркс II
Артаксеркс II  или Артаксерксо II (староперс. Artaxšacā, перс. ردشیر یکم „Ардашир“, грч. Ἀρταξέρξης; 436—535. п. н. е.) био је персијски цар од 404. п. н. е. -358. п. н. е. Био је син је Дарија II и представник династије Ахеменида.

## Кир Млађи и битка код Кунаксе
Његов брат Кир Млађи је покушао организовати убиство Артаксеркса II. Кир Млађи је ухваћен, а мајка тражи од Артаксеркса II да га поштеди, што овај и чини.
Кир Млађи је помогао Спарти да победи Атину 404. п. н. е. Почео је користити Спартанце да би регрутирао грчке плаћенике и скупљао армију да опет крене против брата. Кад је сакупио армију 401. п. н. е. Кир Млађи креће са својом армијом да свргне Артаксеркса II. У бици код Кунаксе 401. п. н. е. Кир Млађи је убијен.

## Рат и споразум са Спартом
Артаксеркс II улази у рат против Спартанаца, јер су извршили инвазију Мале Азије. Да би задржао Спартанце Артаксеркс II помаже њихове непријатеље Атину, Тебу и Коринт. Спартанци су тиме били заузети Коринтским ратом.
386. п. н. е. Артаксеркс II склапа поново споразум са Спартом, по коме Персија контролише грчке градове у Јонији, а Спарта добија право доминације у Грчкој.
Од 366. п. н. е. до 358. п. н. е. траје побуна сатрапа.

## Проблеми са Египтом
Иако је био успешан са Грцима, Артаксеркс II има много проблема у Египту, који су се успешно ослободили персијске власти још при крају Даријеве владавине 404. п. н. е. .
Покушава поново да освоји Египат 373. п. н. е., али тај покушај није успио. Ипак, кад су Египћани заједно са Спартом покушали освојити Феникију, поражени су.
Много новца је потрошио на грађевинске подухвате. Обновио је Даријеву палату у Сузи.